# Sporazum o stabilizaciji i pridruživanju
Sporazum o stabilizaciji i pridruživanju je sporazum kojim se regulišu prava i obaveze zemlje koja je otpočela proces pridruživanja Evropskoj uniji. Da bi stupio na snagu, sporazum moraju da ratifikuju pojedinačno sve članice Evropske unije, kao i zemlja budući kandidat.
Sporazumom se regulišu obaveze zemlje budućeg kandidata za članstvo u Evropskoj uniji, prvenstveno u pogledu donošenja određenih zakona i njihove implementacije kao i ispunjenja određenih standarda u domenu kvaliteta državne uprave i kapaciteta institucija.
Evropska unija sa svoje strane znatno olakšava pristup svojem tržištu kompanijama iz zemlje potpisnice, pruža tehničku i finansijsku podršku iz pristupnih fondova unije.

## Proces asocijacije i stabilizacije
U donjoj tabeli je dat kratak prikaz u kojoj fazi procesa stabilizacije i asocijacije se nalaze pojedine republike bivše Jugoslavije i Albanija.
(zagrade): najraniji mogući datum

 1  Sa Crnom Gorom su pregovori počeli u novembru 2005. dok je još bila u uniji sa Srbijom. Posebni pregovori su vođeni sa članicama državne zajednice Srbije i Crne Gore po pitanjima iz nadležnosti republika članica. Mandat za direktne pregovore sa Crnom Gorom je usvojen u julu 2006, a direktni pregovori su otpočeli 26. septembra 2006 i zaključeni 1. decembra 2006.
 2  Sa Srbijom su pregovori počeli u novembru 2005. dok je još bila u uniji sa Crnom Gorom. Posebni pregovori su vođeni sa članicama državne zajednice Srbije i Crne Gore po pitanjima iz nadležnosti republika članica. .

Sa Kosovom (dok se ne utvrdi status), pregovori o mehanizmu praćenja stabilizacije (Stabilisation Tracking Mechanism) su počeli 2003. i dalje traju.